# Mezamir

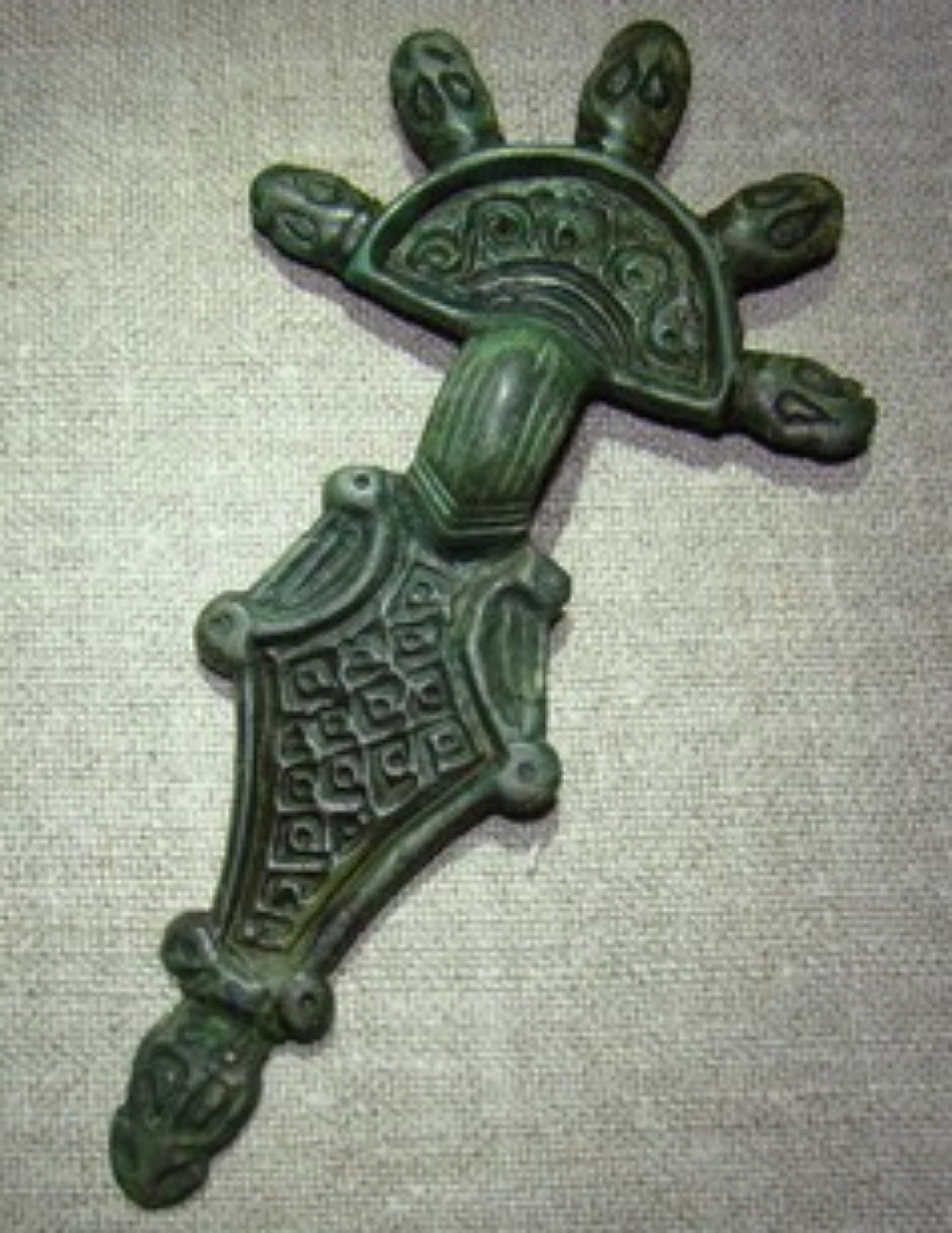
Fibula używana przez kulturę pieńkowską

Mezamir (gr. Μεζαμηρος Mezameros) – możny antyjski znany z relacji Menandra Protektora, syn Idaridziosa i brat Całogosta.
Około 560 roku, w obliczu zagrożenia najazdami awarskimi, starszyzna antyjska postanowiła zawrzeć porozumienie z Awarami. W tym celu wyprawiono jako posła Mezamira, któremu powierzono również za zadanie wykupienie znajdujących się w niewoli rodaków. Podczas pobytu na dworze kagana awarskiego Mezamir obraził jednak gospodarzy, za co został przez nich zabity.